# Eggers (adelsslægt)
 For alternative betydninger, se Eggers. (Se også artikler, som begynder med Eggers)
von Eggers er en tysk adelsslægt. Slægten lever i Danmark, men er ikke naturaliseret. ‘Eckers’ er en gren af den Mecklenburgske slægt, med dertilhørende eget våbenskjold. 
Navnet Eggers er gammelt i Hamborgs patriciat; allerede 1286 træffes i Hamborg en rådsherre og foged Johan Eggers, der opstilles som stamfader for en i Mecklenburg, Hannover, Holsten og Sønderjylland udbredt slægt. Den holstenske linjes stamfader
magister Henning Eggers (1626-1679), sognepræst i Süderau, var fader til landskriver i Meldorf, justitsråd Hans Hinrich Eggers (1663-1736), hvis søn, konferensråd Heinrich Friedrich von Eggers (1722-1798) til Sarlhusen, der var administrator af Grevskabet Rantzau, 1790 blev optaget i adelstanden af kejseren. Han var fader til de tre brødre, geografen og historikeren Heinrich Peter von Eggers (1751-1836), juristen og forfatteren Friedrich Ludwig von Eggers (1763-1812) og nationaløkonomen, overpræsident i Kiel, konferensråd Christian Ulrich Detlev von Eggers (1758-1813) til Gaarz og Rosenhof m.m., der 1806 blev optaget i rigsfriherrestanden.
Denne sidste var fader til politimester i Slesvig by, rigsfriherre Oluf Friedrich (Fritz) von Eggers (1800-1856), blandt hvis sønner var dyrlægen, rigsfriherre Oluf Christian Tønnis von Eggers (1836-1907)
og botanikeren, rigsfriherre Heinrich Franz Alexander von Eggers (1844-1903), der var fader til forfatterinden, rigsfriherreinde Olga Antoinette Eggers (1875-1945).